# Hậu Bột Hải
Hậu Bột Hải (927 - 994) là một quốc gia được cho là đã tồn tại ở Mãn Châu và miền bắc bán đảo Triều Tiên. Quốc gia này được vương tộc họ Đại thành lập vào năm 927 sau khi vương quốc Bột Hải (đời vua Đại Nhân Soạn) bị Đại Khiết Đan quốc (đời vua Gia Luật A Bảo Cơ) tiêu diệt vào năm 926. Đây là quốc gia đầu tiên trong số nhiều quốc gia kế thừa trực tiếp vương quốc Bột Hải sau khi nước này bị Đại Khiết Đan quốc chinh phục. Hậu Bột Hải do gia tộc họ Đại trị vì, song cuối cùng bị Liệt Vạn Hoa đoạt lấy vương quyền vào năm 935 và bị chia cắt bởi Định An Quốc của Liệt Vạn Hoa. Nhưng bộ phận còn lại tiếp tục cai trị ở thành Hốt Hãn (nay là Ninh An, Hắc Long Giang, Trung Quốc) thuộc Long Tuyền phủ cho đến năm 994 mới bị tướng dưới quyền gốc Yên Pha là Ô Chiêu Đạc đoạt lấy vương quyền 1 lần nữa và đổi tên vương quốc thành vương quốc Ô Nha (994 - 1114).
Sự tồn tại của Hậu Bột Hải lần đầu tiên được đề xuất bởi học giả Nhật Bản là Hino Kaizaburo vào năm 1943 và sau đó được một số học giả Hàn Quốc ủng hộ. Bên ngoài Hàn Quốc, "Hậu Bột Hải" thường được hiểu là tên của vương quốc Đông Đan hoặc các chính thể khác trên lãnh thổ vương quốc Bột Hải trước đây.

## Thành lập

Khu vực do Đại Khiết Đan quốc kiểm soát. Vương quốc Đông Đan được tô màu xanh lam.

Sau khi chinh phục Dan Gur (vương quốc Bột Hải trong tiếng Khiết Đan) vào đầu năm 926, Gia Luật A Bảo Cơ đổi tên kinh đô Thượng Kinh (nay là Ninh An, Hắc Long Giang, Trung Quốc) thành pháo đài Hốt Hãn. Gia Luật A Bảo Cơ đã lập ra vương quốc Đông Đan trên lãnh thổ cũ của vương quốc Bột Hải, với kinh thành đặt ở Phù Dư, và lập Gia Luật Bội làm vương, tước hiệu Nhân Hoàng vương (人皇王), ứng với tước hiệu của bản thân Hoàng đế Gia Luật A Bảo Cơ là Thiên Hoàng đế và tước hiệu của hoàng hậu của ông ta là Địa Hoàng hậu. Một phần đất đai của Bột Hải được sáp nhập vào Đại Khiết Đan quốc và phần đất đai Bột Hải còn lại là nơi sinh sống của người Bột Hải gốc Cao Câu Ly vẫn giữ được độc lập. Gia Luật A Bảo Cơ trao cho con thứ Gia Luật Đức Quang hiệu Nguyên soái thái tử và cho Gia Luật Đức Quang thay thế Gia Luật Bội trông nom Lâm Hoàng (臨潢, nay thuộc Xích Phong, Nội Mông, Trung Quốc), nơi mà trước đây Gia Luật Bội từng phụ trách. Gia Luật A Bảo Cơ còn tiến hành thu biên người Nữ Chân của Bột Hải ở phương nam, gọi là Thục Nữ Chân, người Nữ Chân của Bột Hải ở phương bắc là Sinh Nữ Chân. Gia Luật A Bảo Cơ luôn có ý đồ nam hạ Trung Nguyên. Những người dân Bột Hải bị chinh phục ngay lập tức bắt đầu nổi dậy chống lại Đại Khiết Đan quốc của Gia Luật A Bảo Cơ từ năm 926.
Gia Luật Bội đã bước lên ngai vàng của vương quốc tại pháo đài Hốt Hãn, kinh đô Thượng Kinh của Bột Hải cũ, nay thuộc Ninh An, Hắc Long Giang, Trung Quốc. Vương quốc dùng tên Hán là Đông Đan, để tỏ lòng kính trọng với Đại Khiết Đan quốc ở phía tây.
Lãnh thổ của vương quốc Đông Đan bao gồm 19 phủ như vương quốc Bột Hải ngày trước, trong đó vua Gia Luật Bội đã đổi tên Phù Dư phủ thành Hoàng Long phủ:
- Yongcheon (Longquan, Long Tuyền). Thủ phủ của Long Tuyền phủ này là kinh đô Hốt Hãn (nay là Ninh An, Hắc Long Giang, Trung Quốc) của vương quốc Đông Đan.
- Hyeondeok (Xiande, Hiển Đức). Thủ phủ của Hiển Đức phủ này là cố đô Trung Kinh (nay là Hòa Long, Cát Lâm, Trung Quốc) của vương quốc Đông Đan.
- Yongwon (Longyuan, Long Nguyên). Thủ phủ của Long Nguyên phủ này là cố đô Đông Kinh (nay là Hồn Xuân, Cát Lâm, Trung Quốc) của vương quốc Đông Đan.
- Namhae (Nanhai, Nam Hải). Thủ phủ của Nam Hải phủ này là Nam Kinh (nay là Hàm Hưng, Triều Tiên) của vương quốc Đông Đan.
- Amnok (Yalu, Áp Lục). Thủ phủ của Áp Lục phủ này là Tây Kinh (nay là Lâm Giang, Cát Lâm, Trung Quốc) của vương quốc Đông Đan.
- Jangnyeong (Changling, Trường Lĩnh). Thủ phủ của Trường Lĩnh phủ này là Hà Châu (nay là Hoa Điện, Cát Lâm, Trung Quốc) của vương quốc Đông Đan.
- Hwanglong (Huanglong, Hoàng Long). Thủ phủ của Hoàng Long phủ này là Phù Dư (nay là Tứ Bình, Cát Lâm, Trung Quốc) của vương quốc Đông Đan.
- Makhil (Moxie, Mạc Hiệt). Thủ phủ của Mạc Hiệt phủ này là Mạc Châu (nay là A Thành, Hắc Long Giang, Trung Quốc) của vương quốc Đông Đan.
- Jeongmi (Dingli, Định Lý). Thủ phủ của Định Lý phủ này là Định Châu (nay là Partizansk, Primorsky Krai, Nga) của vương quốc Đông Đan.
- Anbyeon (Anbian, An Biên). Thủ phủ của An Biên phủ này là An Châu (nay là Olga, Primorsky Krai, Nga) của vương quốc Đông Đan.
- Solbin (Shuaibin, Súy Tân). Thủ phủ của Súy Tân phủ này là Hoa Châu (nay là Ussuriysk, Primorsky Krai, Nga) của vương quốc Đông Đan.
- Dongpyeong (Dongping, Đông Bình). Thủ phủ của Đông Bình phủ này là Y Châu (nay là Mật Sơn, Hắc Long Giang, Trung Quốc) của vương quốc Đông Đan.
- Cheolli (Tieli, Thiết Lợi). Thủ phủ của Thiết Lợi phủ này là Đức Lý trấn (nay là Y Lan, Hắc Long Giang, Trung Quốc) của vương quốc Đông Đan.
- Hoewon (Huaiyuan, Hoài Viễn). Thủ phủ của Hoài Viễn phủ này là Đạt Châu (nay là Đồng Giang, Hắc Long Giang, Trung Quốc) của vương quốc Đông Đan.
- Anwon (Anyuan, An Viễn). Thủ phủ của An Viễn phủ này là Ninh Châu Châu (nay là Dalnerechensk, Primorsky Krai, Nga) của vương quốc Đông Đan.
- Yodong (Liaodong, Liêu Đông). Thủ phủ của Liêu Đông phủ này là Liêu Đông thành (nay là Bạch Tháp, Liêu Ninh, Trung Quốc) của vương quốc Đông Đan.
- Sokju (Suzhou, Túc Châu). Thủ phủ của Túc Châu phủ là Túc Châu (nay là Cửu Đài, Cát Lâm, Trung Quốc) của vương quốc Đông Đan.
- Dongju (Tongzhou, Đồng Châu). Thủ phủ của Đồng Châu phủ là Đồng Châu (nay là Uông Thanh, Cát Lâm, Trung Quốc) của vương quốc Đông Đan.
- Yeongju (Yingzhou, Doanh Châu). Thủ phủ của Doanh Châu phủ là Doanh Châu (nay là Lâm Khẩu, Hắc Long Giang, Trung Quốc) của vương quốc Đông Đan.

Đội quân gồm hàng vạn người Bột Hải của Đại Quang Hiển (Dae Gwang-hyeon, con của cựu vua Đại Nhân Soạn) sau khi thoát khỏi Thượng Kinh thì ẩn nấu trong các làng mạc. Gia Luật A Bảo Cơ mất vào ngày 6 tháng 9 năm 926. Gia Luật Đức Quang lên ngôi vua của Đại Khiết Đan quốc vào ngày 11 tháng 12 năm 927 và mâu thuẫn với vua Gia Luật Bội của vương quốc Đông Đan. Để ngăn cản Gia Luật Bội tạo lập quyền lực riêng tại Đông Đan, Hoàng đế mới Gia Luật Đức Quang đã lệnh cho anh trai mình cùng toàn bộ dân trong thành phải dời đô từ Hốt Hãn thuộc Long Tuyền phủ ở Đông Mãn Châu đến Đông Bình (nay là Liêu Dương) thuộc Liêu Đông phủ ở Tây Mãn Châu trong tháng 12 năm 927. Những người Bột Hải cũ cũng bị cưỡng bách đến Đông Bình. Bản thân Hoàng vương Gia Luật Bội bị đặt dưới sự giám sát của các cận binh hoàng cung do hoàng đế Gia Luật Đức Quang phái đến.
Bột Hải hoàn toàn nằm dưới sự kiểm soát của người Khiết Đan, những người đã lập nên vương quốc Đông Đan. Người dân Bột Hải cùng nhau nổi dậy để chống lại những thế lực cai trị mới, và nhiều phong trào phục quốc đã xuất hiện trong khoảng 200 năm. Phong trào phục quốc đầu tiên là Hậu Bột Hải, được hoàng tộc Bột Hải lập nên.
Bắt đầu từ năm 927, người Khiết Đan bắt đầu săn lùng và hành quyết tất cả các thành viên của vương tộc Bột Hải để ngăn chặn việc bất kỳ ai có thể được đưa lại lên ngai vàng Bột Hải, dù là vua hay nữ vương. Tuy nhiên, một vài thành viên của vương tộc vẫn sống sót. Trong số họ có Đại Quang Hiển (Dae Gwang-hyeon) đang ẩn nấu. Một số thành viên gia tộc họ Đại khác đã thống nhất các nhóm kháng cự ở phía tây sông Áp Lục, đánh chiếm thành Hốt Hãn (nay là Ninh An, Hắc Long Giang, Trung Quốc) thuộc Long Tuyền phủ và lập nên vương quốc Hậu Bột Hải tại thành Hốt Hãn đó trong tháng 12 năm 927.

## Giao tranh với vương quốc Đông Đan
Hậu Bột Hải ra đời với sự nỗ lực của các quý tộc Bột Hải cũ để lập nên một vị vua mới họ Đại lên ngai vàng và hồi sinh vương quốc. Những người dân Bột Hải ngay lập tức đã nổi dậy chống lại người Khiết Đan và điều này nằm ngoài tầm kiểm soát của vương quốc Đông Đan (đời vua Gia Luật Bội). Vua Gia Luật Bội liền bổ nhiệm cựu vua Bột Hải là Đại Nhân Soạn (khi đó đã hơn 50 tuổi) làm quan chức cấp cao của vương quốc Đông Đan nhằm xoa dịu sự phẫn nộ của dân chúng Bột Hải. Gia Luật Bội còn lập một thành viên vương tộc Bột Hải là Đại thị làm trắc thất (vương phi) của ông. Tuy nhiên dân chúng Bột Hải vẫn tiếp tục tham gia vào quân đội của vương quốc Hậu Bột Hải để chống lại vương quốc Đông Đan.
Đông đô của Đại Khiết Đan quốc (gọi là thành Đông Kinh, Liêu Dương, Liêu Ninh ngày nay) từng là căn cứ để giám sát các lãnh thổ Bột Hải trước đây. Theo một số liệu do Pamela Crossley trích dẫn, cư dân của thành phố, hơn 40.000 người vào đầu thế kỷ thứ 10, chủ yếu là người Bột Hải. Đại Nhân Soạn, vị vua Bột Hải cuối cùng và các thành viên khác của dòng dõi hoàng gia Bột Hải trước đây vẫn nắm giữ quyền lực đáng kể ở Đông Đan và thành Đông Kinh sau khi Bột Hải sụp đổ. Mặt khác, một số tầng lớp tinh hoa của Bột Hải đã hòa nhập vào tầng lớp quý tộc Đại Khiết Đan quốc và thường thay đổi danh tính cá nhân của họ một cách đáng kể.
Năm 928, quân đội của vương quốc Hậu Bột Hải từ Long Tuyền phủ tiến hành nam hạ, lần lượt đánh chiếm Đồng Châu phủ, Hiển Đức phủ, Long Nguyên phủ, Trường Lĩnh phủ, Áp Lục phủ và Nam Hải phủ của vương quốc Đông Đan (đời vua Gia Luật Bội). Vương quốc Đông Đan chỉ còn lại 12 phủ.
Để tiếp tục quan hệ hữu nghị giữa Bột Hải và Nhật Bản, vương quốc Đông Đan của vua Gia Luật Bội đã cử một phái đoàn ngoại giao qua Biển Nhật Bản vào năm 929. Triều đình Nhật Bản ở Kyoto (đời Thiên hoàng Daigo) đã từ chối phái đoàn của Đông Đan vì lòng trung thành với vương quốc Bột Hải cũ. Nền độc lập của Đông Đan (đời vua Gia Luật Bội) bị yếu dần trong năm 929 khi người cai trị mới của Đại Khiết Đan quốc là Gia Luật Đức Quang ra lệnh di dời dân cư của Đông Đan sang Đại Khiết Đan quốc.
Khi vua Hậu Đường Minh Tông của nhà Hậu Đường biết được việc Gia Luật Bội đang bị đặt dưới sự giám sát của Gia Luật Đức Quang thì ông ta đã cử các mật sứ đến khuyên Gia Luật Bội hãy chạy trốn đến nhà Hậu Đường, nhằm tránh bị ám sát. Gia Luật Bội nói rằng: "Ta nhường đế quốc cho hoàng đế, song nay ta bị ngờ vực. Sẽ tốt hơn khi ta đi đến một nước khác mà ở đó ta có thể giống như Ngô Thái Bá". Gia Luật Bội đã mang theo sủng thiếp Cao thị cùng bộ sách to lớn của mình, lên một con thuyền và đi đến Hậu Đường vào năm 930. Tháng 11 âm lịch năm 930, Gia Luật Bội đã đến Đăng Châu của nhà Hậu Đường. Tại đây Gia Luật Bội đã trở thành một khách quý của vua Hậu Đường Minh Tông, thậm chí còn được vị Hoàng đế này ban cho họ Lý của hoàng tộc.
Con trai trưởng của Gia Luật Bội là Gia Luật Nguyễn còn ở lại Đại Khiết Đan quốc, nhưng Gia Luật Nguyễn được hoàng đế Gia Luật Đức Quang coi như con và được tôn lên làm vua của vương quốc Đông Đan, với Đoan Thuận hoàng hậu Tiêu thị làm nhiếp chính của vương quốc Đông Đan. Cựu vua Bột Hải là Đại Nhân Soạn tiếp tục phò tá cho vua Gia Luật Nguyễn và nhiếp chính Đoan Thuận hoàng hậu Tiêu thị.

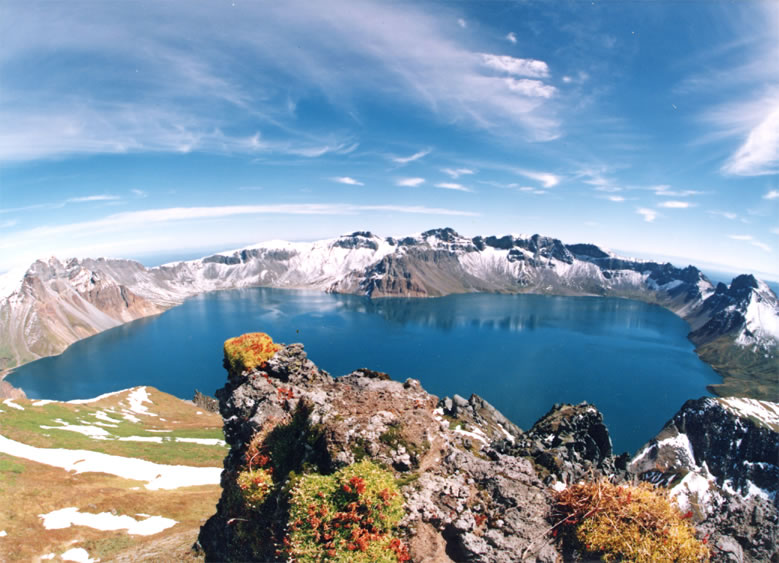
Thiên Trì thuộc núi Trường Bạch - Hõm chảo núi lửa lớn nhất thế giới.

Thời gian này, núi Trường Bạch (Baekdu, Bạch Đầu trong tiếng Triều Tiên) thuộc Áp Lục phủ của vương quốc Hậu Bột Hải tiếp tục phun trào núi lửa một cách khủng khiếp vào thế kỷ thứ X (có khả năng là trong thời gian từ đầu năm 925 đến năm 947). Điều này gây ảnh hưởng nghiêm trọng đến đời sống cư dân Hậu Bột Hải.
Cùng năm 930, các tướng lĩnh của vương quốc Hậu Bột Hải tại Áp Lục phủ và Nam Hải phủ đã tôn thái tử Đại Quang Hiển (con trai của Đại Nhân Soạn) lên làm thủ lĩnh cai trị 2 phủ này. Từ đó vương quốc Hậu Bột Hải chỉ còn cai trị 5 phủ là Long Tuyền phủ, Đồng Châu phủ, Long Nguyên phủ, Hiển Đức phủ và Trường Lĩnh phủ.
Năm 931, Đoan Thuận hoàng hậu Tiêu Thị phái sứ giả từ vương quốc Đông Đan (đời vua Gia Luật Nguyễn) sang nhà Hậu Đường (đời vua Hậu Đường Minh Tông) để bang giao và triều cống. Một số lượng lớn quân nổi dậy đã nổi lên trên lãnh thổ Bột Hải trước đây sau cuộc chinh phục vương quốc của triều đại nhà Liêu từ năm 926, mặc dù hầu hết đều nhanh chóng bị quân Liêu đánh bại.
Từ năm 932 đến năm 935, Đại Quang Hiển cùng vua của vương quốc Hậu Bột Hải họ Đại (không rõ tên) liên tục phát binh tấn công Liêu Đông phủ, Hoàng Long phủ, Túc Châu phủ, Mạc Hiệt phủ, Thiết Lợi phủ, Doanh Châu phủ, Đông Bình phủ và Súy Tân phủ của vương quốc Đông Đan (đời vua Gia Luật Nguyễn). Tuy nhiên phần thắng thường nghiêng về vương quốc Đông Đan.

## Vương quốc bị đổi chủ và bị chia cắt

Bản đồ Định An Quốc (935 - 999).

Sau khi chiến bại trước quân đội Đông Đan (đời vua Gia Luật Nguyễn) vào năm 935, vua của vương quốc Hậu Bột Hải họ Đại (không rõ tên) đã bị cựu tri phủ của Nam Hải phủ là Liệt Vạn Hoa (열만화, 烈萬華, Yeol Manhwa) và Ô Tế Hiển (오제현, 烏濟顯, Oh Je-hyeon) của gia tộc Ô tiến hành đảo chính. Vua của Hậu Bột Hải họ Đại đó đã bị lật đổ ngôi vua và bị giết chết ở Tây Kinh (nay là Lâm Giang, Cát Lâm, Trung Quốc). Với sự giúp đỡ của Ô Tế Hiển (오제현, 烏濟顯, Oh Je-hyeon) của gia tộc Ô, Liệt Vạn Hoa đã tự lập làm vua, định đô tại Tây Kinh, đổi tên vương quốc sang Định An, lập ra Định An Quốc trong năm 935.
Một số quý tộc họ Đại người Bột Hải vẫn trấn giữ thành Hốt Hãn (nay là Ninh An, Hắc Long Giang, Trung Quốc) và cai trị Long Tuyền phủ. Họ tuyên bố không phục tùng vua Liệt Vạn Hoa mà tuyên bố độc lập khỏi Định An Quốc, với quốc hiệu vẫn giữ nguyên là Hậu Bột Hải. Như vậy Định An Quốc chỉ cai trị 4 phủ là Long Nguyên phủ, Hiển Đức phủ, Trường Lĩnh phủ và Đồng Châu phủ.
Cảm thấy không cần thiết để vương quốc Đông Đan tồn tại bên cạnh mình, hoàng đế Gia Luật Đức Quang của Đại Khiết Đan quốc quyết định sáp nhập toàn bộ lãnh thổ vương quốc Đông Đan với 12 phủ (Hoàng Long phủ, Mạc Hiệt phủ, Định Lý phủ, An Biên phủ, Súy Tân phủ, Đông Bình phủ, Thiết Lợi phủ, Hoài Viễn phủ, An Viễn phủ, Liêu Đông phủ, Túc Châu phủ và Doanh Châu phủ) vào lãnh thổ Đại Khiết Đan quốc trong năm 936. Vua Gia Luật Nguyễn và nhiếp chính Đoan Thuận hoàng hậu Tiêu thị của vương quốc Đông Đan trở thành những tông thất của Đại Khiết Đan quốc. Vương quốc Đông Đan từ đây biến mất mãi mãi. Lực lượng chính của quân Liêu cũng rời khỏi khu vực của vương quốc Bột Hải cũ.
Sau khi chiến bại trước quân đội Đại Khiết Đan quốc (đời vua Gia Luật Đức Quang) và phải chịu ảnh hưởng từ việc phun trào núi lửa của núi Trường Bạch vào cuối năm 936, thái tử Đại Quang Hiển cũng tập hợp những người tị nạn Bột Hải, gồm nhiều người dân và quý tộc Bột Hải gốc Cao Câu Ly, tổ chức đào thoát đến láng giềng Cao Ly (đời vua Cao Ly Thái Tổ) ở phía nam vào tháng 1 năm 937, một thực thể mới cũng tự xưng là kế tục của Cao Câu Ly. Theo Cao Ly sử, số người tị nạn Bột Hải đi cùng thái tử lên tới hàng chục nghìn hộ gia đình. Nhiều hậu duệ của hoàng tộc Bột Hải tại Cao Ly đã đổi họ thành Thái (Tae, 태, 太) trong khi thái tử Đại Quang Hiển đổi sang họ Vương (Wang, 왕, 王), tên của hoàng tộc Cao Ly. Điều này đã dẫn đến việc Đại Khiết Đan quốc (sang năm 947 gọi là Đại Liêu quốc) cắt quan hệ ngoại giao với Cao Ly song không đe dọa xâm lược. Bột Hải là quốc gia cuối cùng trong lịch sử Triều Tiên nắm giữ bất kể một lãnh thổ đáng kể nào tại Mãn Châu, mặc dù các triều đại Triều Tiên tiếp theo tiếp tục coi mình là người thừa kế của Cao Câu Ly và Bột Hải. Hơn nữa, đó là sự bắt đầu của việc mở rộng lên phía bắc của các triều đại Triều Tiên sau này.
Năm 938, hoàng đế Gia Luật Đức Quang thấy Định An Quốc (đời vua Liệt Vạn Hoa) ở Mãn Châu đang khá mạnh nên nhân lúc núi Trường Bạch vừa phun trào ở Định An Quốc thì phái quân Khiết Đan tấn công Định An Quốc theo nhiều hướng. Quân Khiết Đan thế như chẻ tre, liên tục đánh chiếm Đồng Châu phủ, Long Nguyên phủ và Nam Hải phủ của Định An Quốc. Định An Quốc chỉ còn lại 3 phủ là Hiển Đức phủ, Trường Lĩnh phủ và Áp Lục phủ. Quân Khiết Đan tiếp tục đánh chiếm vài thành trì phía tây của Trường Lĩnh phủ và Áp Lục phủ, sau đó đánh chiếm tiếp vài thành trì phía đông của Hiển Đức phủ, khiến cho lãnh thổ của Định An Quốc bị thu hẹp đáng kể. Sau đó, do vua Liệt Vạn Hoa đã chỉ huy quân dân Định An Quốc chống trả quyết liệt nên quân Khiết Đan tạm dừng chiến dịch chinh phục Định An Quốc này lại.
Sau cuộc chiến này, Liệt Vạn Hoa đã lập một căn cứ quân sự tại lưu vực sông Áp Lục, bắt đầu tuyển chọn và xây dựng lực lượng quân đội hùng mạnh cho Định An Quốc.
Cùng năm 938 có 3000 hộ gia đình Bột Hải di cư đến Cao Ly và được vua Cao Ly Thái Tổ thu nhận.
Thời gian này vụ phun trào của núi Trường Bạch tiếp tục giáng những đòn mạnh vào lực lượng còn sống sót của người Bột Hải tại Định An Quốc (đời vua Liệt Vạn Hoa) dựa trên các ghi chép về sự di cư ồ ạt của người Bột Hải đến bán đảo Liêu Đông của Đại Khiết Đan quốc (đời vua Gia Luật Đức Quang) và đến bán đảo Triều Tiên của Cao Ly (đời vua Cao Ly Thái Tổ). Theo Wittfogel và Feng, một cuộc điều tra dân số không ghi ngày tháng của người Khiết Đan cho thấy số hộ gia đình người Bột Hải ở Liêu Dương của Đại Khiết Đan quốc vào khoảng 100.000 hộ, nếu tính 1 hộ có 5 thành viên tức là khoảng nửa triệu người Bột Hải đang sinh sống ở Liêu Dương vào lúc đó.
Theo Nihon Kiryaku (Biên niên sử Nhật Bản), ngày 19 tháng 2 năm 944, vào khoảng nửa đêm, có tiếng rung chuyển mạnh ở phía đông của Nhật Bản (đời Thiên hoàng Suzaku), có lẽ chính là núi Trường Bạch đang phun trào dữ dội trong lãnh thổ của Định An Quốc (đời vua Liệt Vạn Hoa).
Vụ phun trào thiên niên kỷ của núi Trường Bạch trong lãnh thổ Định An Quốc (đời vua Liệt Vạn Hoa) được cho là đã thải ra một khối lượng lớn chất dễ bay hơi vào tầng bình lưu, có khả năng dẫn đến tác động lớn đến khí hậu trên toàn thế giới, mặc dù các nghiên cứu gần đây hơn chỉ ra rằng vụ phun trào thiên niên kỷ của núi lửa Bạch Đầu (Baekdu) trong dãy núi Trường Bạch có thể chỉ giới hạn ở các tác động khí hậu khu vực. Tuy nhiên, có một số hiện tượng bất thường về khí tượng những năm 945 đến năm 948 có thể liên quan đến Vụ phun trào thiên niên kỷ này. Sự kiện được cho là đã gây ra mùa đông núi lửa. Theo Cựu Ngũ Đại sử, ngày 4 tháng 4 năm 945 có tuyết rơi dày đặc ở Đại Khiết Đan quốc (đời vua Gia Luật Đức Quang) và Hậu Tấn (đời vua Hậu Tấn Xuất Đế).
Theo Cao Ly sử, vào năm đầu tiên trị vì của vua Cao Ly Định Tông của Cao Ly (năm 946), "tiếng sấm từ trống trời" vang lên ở phía bắc khiến hoàng cung Khai Thành của Cao Ly bị náo động lớn. Đó có lẽ là do vụ phun trào núi lửa thiên niên kỷ của núi Trường Bạch trong lãnh thổ Định An Quốc (đời vua Liệt Vạn Hoa). Khai Thành cách núi lửa Bạch Đầu (Baekdu) trong dãy núi Trường Bạch khoảng 470 km, khoảng cách mà người ta có thể nghe thấy vụ phun trào thiên niên kỷ. Năm đó trời ầm ầm kêu gào hai lần, Cao Ly Định Tông khiếp sợ đến mức phải hạ lệnh đại xá toàn quốc Cao Ly. Những người bị kết án đều được triều đình Cao Ly ân xá và giải thoát.
Theo Lịch sử đền Heungboksa (Biên niên sử Kōfukuji) đã ghi lại một quan sát đặc biệt thú vị ở Nara, Nhật Bản (đời Thiên hoàng Murakami), cách ngọn núi Trường Bạch khoảng 1.100 km (680 mi) về phía đông nam:
Vào ngày 3 tháng 11 năm 946, buổi tối, "mưa tro trắng" từ bầu trời phía đông nhẹ nhàng rơi xuống Nhật Bản như tuyết.
"Mưa tro trắng" đó có thể là sự rơi tro trắng từ vụ phun trào núi lửa Bạch Đầu (Baekdu) trong dãy núi Trường Bạch tại lãnh thổ Định An Quốc (đời vua Liệt Vạn Hoa).
Một hồ miệng núi lửa lớn, gọi là hồ Thiên Trì (천지, 天池), đã xuất hiện trong một hõm chảo núi lửa trên đỉnh ngọn Trường Bạch. Hõm chảo được hình thành bởi vụ phun trào VEI 7 "Thiên niên kỷ" hoặc "Tianchi" trong năm 946 này, phun trào khoảng 100-120 km3 (24-29 cu mi) của mạt vụn núi lửa. Đây là một trong những vụ phun trào lớn nhất và dữ dội nhất trong 5.000 năm qua (cùng với vụ phun trào Minoan, vụ phun trào Hatepe của hồ Taupo vào khoảng năm 180, vụ phun trào núi Samalas năm 1257 gần núi Rinjani và vụ phun trào núi Tambora năm 1815). Vụ phun trào, có mạt vụn núi lửa đã được tìm thấy ở khu vực phía nam của Hokkaidō, Nhật Bản và xa tận Greenland, đã phá hủy phần lớn đỉnh núi lửa, để lại một miệng núi lửa ngày nay được lấp đầy bởi Thiên Trì.
Theo Cựu Ngũ Đại sử, do tác động của vu phun trào núi lửa ở dãy núi Trường Bạch thuộc Định An Quốc (đời vua Liệt Vạn Hoa), ngày 28 tháng 11 năm 946 có hiện tượng băng men (xảy ra khi mưa đóng băng hoặc mưa phùn chạm vào bề mặt) ở Đại Khiết Đan quốc (đời vua Gia Luật Đức Quang) và Hậu Tấn (đời vua Hậu Tấn Xuất Đế). Tiếp đó, vào ngày 7 tháng 12 năm 946 có hiện tượng sương mù quy mô lớn bao phủ tất cả các loài thực vật ở Đại Khiết Đan quốc (đời vua Gia Luật Đức Quang) và Hậu Tấn (đời vua Hậu Tấn Xuất Đế). Vào ngày 31 tháng 1 năm 947 có hiện tượng tuyết rơi hơn mười ngày, gây ra tình trạng thiếu lương thực và nạn đói ở Đại Khiết Đan quốc (đời vua Gia Luật Đức Quang) và vùng Trung Nguyên (khi đó đang bị vua Gia Luật Đức Quang chiếm đóng).
Sau đó Dai Nihon Kokiroku (Nhật ký cũ của Nhật Bản) và Nihon Kiryaku (Biên niên sử Nhật Bản) đều ghi lại một vụ náo động lớn trong cùng một ngày ở phía đông Nhật Bản (đời Thiên hoàng Murakami):
Vào ngày 7 tháng 2 năm 947, có một âm thanh lớn trên bầu trời phía đông giống như "tiếng sấm trống".
"Tiếng sấm trống" đó đã được nghe thấy ở thành phố Kyoto (Nhật Bản), cách núi Trường Bạch khoảng 1.000 km (620 dặm) về phía đông nam. Điều đó chứng tỏ rằng vụ phun trào núi lửa Bạch Đầu (Baekdu) trong dãy núi Trường Bạch tại lãnh thổ Định An Quốc (đời vua Liệt Vạn Hoa) là cực kỳ dữ dội. Theo Tài liệu khí tượng lịch sử Nhật Bản, do tác động của vu phun trào núi lửa ở dãy núi Trường Bạch thuộc Định An Quốc (đời vua Liệt Vạn Hoa), từ ngày 24 tháng 2 năm 947 đến ngày 23 tháng 4 năm 947 có hiện tượng mùa xuân ấm áp tại Nhật Bản (đời Thiên hoàng Murakami), trong khi mùa xuân tại Nhật Bản bình thường là phải lạnh. Sau đó, ngày 14 tháng 5 năm 947 lại có hiện tượng sương giá và lạnh như mùa đông khắc nghiệt ở Nhật Bản (đời Thiên hoàng Murakami).
Sang tháng 12 năm 947, núi Trường Bạch mới chính thức kết thúc việc phun trào núi lửa lớn nhất thế kỷ X (sau 22 năm phun trào liên tục từ năm 925), vua Liệt Vạn Hoa của Định An Quốc bắt tay vào việc ổn định lại đời sống dân cư của Định An Quốc xung quanh núi Trường Bạch đó.
Theo Cựu Ngũ Đại sử, do tác động của vu phun trào núi lửa ở dãy núi Trường Bạch thuộc Định An Quốc (đời vua Liệt Vạn Hoa), ngày 16 tháng 12 năm 947, ngày 25 tháng 12 năm 947 và ngày 6 tháng 1 năm 948 có hiện tượng băng men (xảy ra khi mưa đóng băng hoặc mưa phùn chạm vào bề mặt) ở nhà Liêu (đời vua Liêu Thế Tông) và Hậu Hán (đời vua Hậu Hán Cao Tổ). Ngày 24 tháng 10 năm 948 có hiện tượng tuyết rơi dày đặc ở Khai Phong của Hậu Hán (đời vua Hậu Hán Ẩn Đế), trong khi tuyết chỉ rơi nhẹ ở Khai Phong tầm tháng 11 hoặc tháng 12 trong nhiều năm trước đó.
Nhiều người tị nạn Bột Hải đã trốn sang Cao Ly (đời vua Cao Ly Quang Tông) do các chính sách ủng hộ Bột Hải vào giữa thế kỷ thứ 10. Trong vài thập kỷ đầu tiên sau khi vương quốc Bột Hải sụp đổ, những người tị nạn Bột Hải đã được triều đình Cao Ly chào đón. Tuy nhiên, có vẻ như rất ít người tị nạn Bột Hải giữ được các vị trí cao ở Cao Ly vì việc phục vụ trong chính quyền nhà Liêu (đời vua Liêu Thế Tông) mang lại nhiều lợi ích hơn. Theo biên niên sử Cao Ly thì chỉ có sáu cái tên của các quan chức cấp cao Cao Ly gốc Bột Hải.
Định An Quốc của vua Liệt Vạn Hoa được ghi chép là đã tranh thủ sự giúp đỡ của các bộ lạc lân cận với hi vọng lật đổ nhà Liêu (đời vua Liêu Mục Tông), song đã thất bại.
Theo Cao Ly sử, khoảng năm 959, người Nữ Chân (hậu duệ của vương quốc Bột Hải và người Mạt Hạt) vượt sông Áp Lục đến cư ngụ ở khu vực núi Bạch Đầu thuộc dãy núi Trường Bạch của Định An Quốc (đời vua Liệt Vạn Hoa).
Năm 962, vua Cao Ly Quang Tông của Cao Ly lập liên minh với nhà Tống (đời vua Tống Thái Tổ) ở miền trung Trung Quốc và theo đuổi chính sách bành trướng về phía bắc. Ngoài ra, quốc gia của người Bột Hải là Định An Quốc (đời vua Liệt Vạn Hoa) ở vùng giữa sông Áp Lục còn tiến hành lập liên minh với nhà Tống và Cao Ly để chống lại nhà Liêu (đời vua Liêu Mục Tông).
Năm 970, vua Liệt Vạn Hoa phái sứ giả sang nhà Tống (đời vua Tống Thái Tổ) để cống nạp và thiết lập quan hệ ngoại giao lâu dài giữa hai nước Định An Quốc và nhà Tống. Ngoài ra, vua Liệt Vạn Hoa cũng phái sứ giả đi cống nạp cho người Nữ Chân lân cận. Theo ghi chép lịch sử chính thức của Trung Quốc thì nhà Tống cho rằng nguồn gốc của người Định An Quốc có thể bắt nguồn từ liên minh cũ của Mã Hàn. Tuy nhiên, liên minh Mã Hàn ở phía nam xa xôi của bán đảo Triều Tiên đã biến mất gần một thiên niên kỷ vào thế kỷ thứ 10, và nhiều học giả coi ghi chép này, được viết vào thời nhà Nguyên, là một sai sót.
Vua Liêu Cảnh Tông của nhà Liêu đã có Tiêu Xước là hoàng hậu nhưng ông ta vẫn nạp một cô gái thuộc vương tộc Bột Hải làm phi (gọi là Bột Hải phi) và một cô gái họ Mỗ (gọi là Mỗ thị) làm phi.
Năm 975 vua Liêu Cảnh Tông phát động một cuộc xâm lược lớn vào hậu duệ của vương quốc Bột Hải là Định An Quốc (đời vua Liệt Vạn Hoa). Tuy nhiên quân Khiết Đan của Liêu Cảnh Tông đã bị quân Định An Quốc của Liệt Vạn Hoa đánh bại. Quân Khiết Đan của Liêu Cảnh Tông phải lui quân.
Sau cuộc chiến này, một số tướng lĩnh người Bột Hải của nhà Liêu đã nổi dậy đánh chiếm thành Phù Châu (nay là Khai Nguyên, Liêu Ninh, Trung Quốc) của nhà Liêu, lập ra vương quốc Yên Pha (頗頗 Yeonpa), tuyên bố chống lại nhà Liêu của vua Liêu Cảnh Tông. Kinh đô của vương quốc Yên Pha đặt tại Phù Châu.
Gia tộc họ Liệt cai trị Định An Quốc bị thay thế bởi gia tộc họ Ô vào năm 976 sau một cuộc binh biến lớn trên khắp vương quốc. Vua Liệt Vạn Hoa bị giết chết. Nhiều vương tộc họ Liệt cũng bị giết. Vương quốc Định An nằm dưới quyền của Ô Huyền Minh (오현명, 烏玄明, Oh Hyeon-myeong) - hậu duệ của Ô Tế Hiển (người từng giúp Liệt Vạn Hoa thành lập Định An Quốc vào năm 935). Các nhà sử học Triều Tiên và Hàn Quốc đưa ra giả thuyết rằng việc gia tộc họ Ô thay thế Gia tộc họ Liệt bằng hành vi bạo lực có thể đã đóng một vai trò nào đó trong việc hủy diệt Định An Quốc. Ô Huyền Minh tự lập làm vua của Định An Quốc và bổ nhiệm dòng tộc họ Ô của mình vào các chức vụ quan trọng của Định An Quốc. Thành Tây Kinh (nay là Lâm Giang, Cát Lâm, Trung Quốc) tiếp tục được vua Ô Huyền Minh chọn làm kinh đô của vương quốc.
Theo Cao Ly sử, hàng chục ngàn người Bột Hải tị nạn đã chạy trốn từ Định An Quốc (đời vua Ô Huyền Minh) đến Cao Ly (đời vua Cao Ly Cảnh Tông) vào năm 979. Đây là sự kiện được ghi nhận là cuộc di cư của người Bột Hải lớn nhất kể từ cuộc di cư năm 937 khi thái tử Đại Quang Hiển của vương quốc Bột Hải dẫn hàng chục ngàn người Bột Hải tị nạn vào Cao Ly (đời vua Cao Ly Thái Tổ).
Năm 981, vua Ô Huyền Minh phái quân Định An Quốc tấn công vương quốc Yên Pha. Quân Yên Pha liên tục bại trận. Quân Định An Quốc bao vây kinh thành Phù Châu (nay là Khai Nguyên, Liêu Ninh, Trung Quốc) của vương quốc Yên Pha. Vua của vương quốc Yên Pha tuyên bố đầu hàng quân Định An Quốc. Vua Ô Huyền Minh sáp nhập lãnh thổ của vương quốc Yên Pha vào lãnh thổ Định An Quốc của mình. Việc này đe dọa đến nhà Liêu của vua Liêu Cảnh Tông. Một số quý tộc và dân chúng Bột Hải của vương quốc Yên Pha đã di tản sang vương quốc Hậu Bột Hải ở kinh thành Hốt Hãn (nay là Ninh An, Hắc Long Giang, Trung Quốc).
Cùng năm 981, vua Ô Huyền Minh của Định An Quốc đã cử một sứ giả đến nhà Tống (đời vua Tống Thái Tông) và đưa ra chiến dịch gọng kìm chống lại nhà Liêu (đời vua Liêu Cảnh Tông). Vua Ô Huyền Minh tuyên bố rằng người dân của ông ta là tàn dư của vương quốc Bột Hải sống trên vùng đất cũ của Cao Câu Ly, không phải là liên minh Mã Hàn. Mục đích của sứ mệnh triều cống nhà Tống của Định An Quốc lần này là đề nghị nhà Tống cùng Định An Quốc lập liên minh và bắt đầu một cuộc tấn công chung chống lại nhà Liêu, nhưng nhà Tống của Thái Tông đã từ chối đề nghị này do e ngại sức mạnh quân sự của nhà Liêu.
Khi đó hậu duệ của vương quốc Bột Hải (quốc gia kình địch của của nhà Liêu) là Định An Quốc (đời vua Ô Huyền Minh) vẫn đang tồn tại trong lãnh thổ cũ của vương quốc Bột Hải. Điều đó khiến cho nhà Liêu (đời vua Liêu Thánh Tông) e ngại về việc người Bột Hải của quốc gia này sẽ gây họa phía sau cho họ.
Năm 985 Tiêu thái hậu của nhà Liêu phái quân Khiết Đan chinh phục Định An Quốc (đời vua Ô Huyền Minh). Tuy nhiên quân Khiết Đan đã bị quân Định An Quốc đánh bại. Không thể trừ khử mối đe dọa, nhà Liêu quyết định dựng nên ba pháo đài với quân đồn trú ở khu vực thung lũng sông Áp Lục.
Biết được sức mạnh quân sự của nhà Tống (đời vua Tống Thái Tông) yếu hơn so với nhà Liêu (đời vua Liêu Thánh Tông) và thường thua trận trước họ, cùng năm 985, vua Ô Huyền Minh của Định An Quốc cử sứ giả đến Cao Ly (đời vua Cao Ly Thành Tông) và cầu cứu. Nhưng vua Cao Ly Thành Tông đã từ chối lời đề nghị đó và đã dùng vũ lực đuổi sứ giả Định An Quốc ra ngoài hoàng cung.
Tháng 12 năm 985 Tiêu thái hậu của nhà Liêu lại phái quân Khiết Đan chinh phục Định An Quốc (đời vua Ô Huyền Minh). Thành Phù Châu (nay là Khai Nguyên, Liêu Ninh, Trung Quốc), thành Hà Châu (nay là Hoa Điện, Cát Lâm, Trung Quốc) và thành Nô Châu (nay là Thông Hóa, Cát Lâm, Trung Quốc) của Định An Quốc nhanh chóng bị quân Khiết Đan đánh hạ.
Nhân dân Bột Hải trong lãnh thổ Định An Quốc đều không thần phục vua Ô Huyền Minh (do Ô Huyền Minh từng làm binh biến lớn cướp ngôi vua của vua Liệt Vạn Hoa vào 10 năm trước) nên họ đã quy hàng và dẫn dắt quân Khiết Đan công hạ kinh đô Tây Kinh (nay là Lâm Giang, Cát Lâm, Trung Quốc) của Định An Quốc. Kinh đô Tây Kinh thất thủ vào tháng 1 năm 986. Nhân dân Bột Hải dẫn quân Khiết Đan đi bắt vua Ô Huyền Minh. Định An Quốc bị sụp đổ và bị sáp nhập vào lãnh thổ nhà Liêu (đời vua Liêu Thánh Tông). Người Bột Hải tiếp tục di cư đến Cao Ly (đời vua Cao Ly Thành Tông). Việc này khiến cho Cao Ly Thành Tông lo lắng về việc Cao Ly sẽ bị nhà Liêu xâm lược trong nay mai.
Năm 990, Liêu Thánh Tông đem một cô gái họ Tiêu (gọi là Tiêu thị) thuộc vương tộc Bột Hải (cháu gái của hoàng gia Bột Hải) gả cho em trai mình là Gia Luật Long Khánh (耶律隆庆). Sang năm 991, Tiêu thị đó đã hạ sinh Gia Luật Tông Giáo (991 - 1053). Gia Luật Tông Giáo trở thành một tướng Liêu mang hai dòng máu hoàng gia Bột Hải và hoàng gia Khiết Đan.
Mặc dù Định An Quốc chính thức thất thủ vào năm 986, nhưng các ghi chép cho thấy cuộc kháng chiến của người Bột Hải chống lại nhà Liêu vẫn tiếp tục ở vùng phía tây, bất chấp sự sụp đổ của nhà nước Định An Quốc và nhà Liêu phải thiết lập ba tiền đồn quân sự ở hạ lưu sông Áp Lục khi họ chính thức sáp nhập tàn dư Định An Quốc vào năm 991.

## Vương quốc bị đổi chủ một lần nữa và bị diệt vong
Vương quốc Hậu Bột Hải của vương tộc họ Đại tại thành Hốt Hãn (nay là Ninh An, Hắc Long Giang, Trung Quốc) thuộc Long Tuyền phủ vẫn duy trì tồn tại cho đến tận năm 994 thì bị một thuộc tướng có nguồn gốc từ vương quốc Yên Pha tên là Ô Chiêu Đạc (烏昭度, Oh So-do) lật đổ, đổi quốc hiệu sang Ô Nha (올야, 兀惹, Olya). Kinh thành Hốt Hãn trở thành kinh thành Ô Xá của vương quốc Ô Nha. Tầng lớp thống trị quý tộc họ Ô này là một trong những tầng lớp quý tộc truyền thống của Bột Hải khi xưa. Tuy nhiên người dân của vương quốc Ô Nha đa phần là người Nữ Chân. Khu vực của vương quốc này nằm ở Khabarovsk, Primorsky Krai, Nga ngày nay. Vương quốc Ô Nha đã cố gắng thiết lập mối quan hệ ngoại giao với các nước láng giềng.
Sang năm 996, vương quốc Ô Nha (đời vua Ô Chiêu Đạc) trở thành quốc gia chư hầu của nhà Liêu (đời vua Liêu Thánh Tông). Sau đó vua Ô Chiêu Đạc mất, con là Ô Chiêu Khánh (烏昭慶, Oh So-gyeong) lên kế vị ngôi vua.
Tàn dư cuối cùng của cuộc kháng chiến của người Bột Hải từ Định An Quốc trước đây thật sự bị nhà Liêu tiêu diệt sạch sẽ vào năm 999. Người Bột Hải tiếp tục di cư đến Cao Ly (đời vua Cao Ly Mục Tông). Việc này đe dọa đến Cao Ly.
Crossley tin rằng theo ghi chép của Cao Ly, những người tị nạn Bột Hải chỉ đến Cao Ly theo nhóm từ vài trăm đến vài nghìn người. Crossley gợi ý rằng tổng số người Bột Hải đến Cao Ly không thể nhiều hơn 100.000, trong khi hàng triệu người Bột Hải vẫn ở trong các vùng lãnh thổ do nhà Liêu (đời vua Liêu Thánh Tông) kiểm soát. Theo Crossley, cũng không rõ liệu họ ở lại, quay lại Bột Hải hay chuyển đi nơi khác như nhà Tống hay Nhật Bản. Theo Kim, giữa thế kỷ 10 và 11, 30.000 hộ gia đình Bột Hải (hơn 100.000 người Bột Hải) đã di cư đến Cao Ly, 94.000 hộ gia đình địa phương (470.000 cư dân Bột Hải) bị người Liêu trục xuất và chỉ có 20.000 gia đình Bột Hải sống ở vùng lãnh thổ cũ của vương quốc Bột Hải, một con số nhỏ hơn đáng kể so với những người di cư đến Cao Ly. Các nhà sử học Triều Tiên và Hàn Quốc thường ước tính có khoảng 100.000 đến 200.000 người Bột Hải đã chạy trốn khỏi lãnh thổ cũ của Bột Hải để đến Cao Ly. Giáo sư sử học Park Jong-gi ước tính rằng có 120.600 người Bột Hải đã chạy trốn khỏi lãnh thổ cũ của Bột Hải để đến Cao Ly, và riêng họ đã chiếm khoảng 6,3% trong tổng số khoảng 2 triệu dân Cao Ly thời kỳ đầu của Cao Ly.
Từ năm 1004 đến năm 1022 người Nữ Chân và người Thiết Lợi Mạt Hạt đã bắt bớ những người dân Bột Hải của vương quốc Ô Nha và cống nạp hết mình cho nhà Liêu (đời vua Liêu Thánh Tông), khiến cho vương quốc Ô Nha bị suy yếu nhanh chóng do thiếu con người làm việc, thiếu nhân lực lao động. Cùng năm 1022 vua Ô Chiêu Khánh mất, dòng họ Ô tiếp tục cai trị vương quốc Ô Nha cho đến năm 1114 thì bị bộ tộc Nữ Chân (đời thủ lĩnh Hoàn Nhan A Cốt Đả) tiêu diệt và bị sáp nhập vào bộ tộc Nữ Chân.